# Conistra vau-punctatum
Conistra vau-punctatum är en fjärilsart som beskrevs av Eugen Johann Christoph Esper 1786. Conistra vau-punctatum ingår i släktet Conistra och familjen nattflyn. Inga underarter finns listade i Catalogue of Life.